# Christian Frederik von Schalburg
Christian Frederik von Schalburg (russisk: Константи́н Фёдорович Ша́льбург tr. Konstantin Fjodorovitj Sjalburg ; født 15. april 1906 i Smeinogorsk, Altaj kraj Russiske Kejserrige, død 2. juni 1942 i Bjakovo ved Demjansk, Novgorod oblast Sovjetunionen) var en dansk officer, som gjorde tjeneste på tysk side under 2. verdenskrig. Han var leder af Frikorps Danmark. Han var gift med Helga Schalburg og bror til Vera Schalburg og August Jean Schalburg. Ved sit ægteskab i 1929 fik han tilladelse til prædikatet "von" i sit navn.

## Biografi
Schalburg blev født i Smeinogorsk i Sibirien i Rusland den 15. april 1906 som den ældste af tre børn af den danske godsejer og direktør August Theodor Schalburg og hustru Helene Schalburg. Hans far var født 1879 i Nyborg, og hans mor var født 1882 i Ukraine (muligvis Poltava) af russisk adel med navnet Elena Vasiljevna Starizki von Siemianowska. russisk: Елена Старицкая-Семеновская tr. Jelena Staritskaja-Semenovskaja. Som ung fik han militær uddannelse i zarens kadetkorps i Sankt Petersborg. Oktoberrevolutionen tvang familien på flugt til Danmark i 1918. Schalburg blev døbt den 10. februar 1907 i Den russisk-ortodokse kirke og fik navnet Konstantin Fjodorovitj Sjalburg. Først den 22. december 1907 blev han døbt i den lutherske tro og fik navnet Christian Frederik Schalburg. Det tyske prædikat "von" (dansk: af) var ikke en del af hans døbenavn.
Den 21. november 1927 var han i Aleksander Nevskij Kirke forlover for den 10 år ældre premierløjtnant Grigorij Nikolaevitch Stschrikin som Konstantin Fedorovitch Schalburg.
På session i 1927 i København blev han erklæret uegnet til militærtjeneste.
Den 18. oktober 1929 blev han i Aleksander Nevskij kirke viet som ungkarl, dansk undersåt og løjtnant Konstantin Fedorovitch Schalburg. Bruden var den fire år yngre baronesse Helga Frederikke von Bülow.
Han udnævntes til premierløjtnant fra d. 1. november 1929 at regne og ansattes ved 10. regiment, 25. bataljon. 
På Sankt Lukas Stiftelsen fødte hans hustru den 22. november 1934 deres søn Aleksander. Faderen til barnet registreredes som premierløjtnant i den Kongelige Livgarde Konstantin Schalburg. Fadderne var prins Gustav til Danmark, oberst Nikolaj Kulikovsky og dennes hustru storfyrstinde Olga Alexandrovna af Rusland.
Fra 1936 benyttede Schalburg titlen Kammerjunker. Fra 1937 til sin død var han registeret i telefonbogen som kaptajnløjtnant i den Kongelige Livgarde og kammerjunker.
Ved siden af sin militære karriere var han aktiv i ungdomsafdelingen af Danmarks Nationalsocialistiske Arbejderparti, hvor han efterfulgte den mindre karismatiske og mere bureaukratiske A. V. Schubert som landsungdomsfører.
I 1938 var hans yngre søster, Vera Schalburg, blevet først sovjetisk agent og siden rekrutteret af Abwehr og sendt til England. Schalburg var meget misfornøjet og mente, at det ville skade hans og DNSAP's omdømme, hvis det blev kendt, at hans søster havde været i både sovjetisk og tysk tjeneste. I maj 1939 tog han sagen op med den tyske minister i Danmark, Renthe-Fink, som udvirkede, at Vera blev hjemkaldt fra London.
Da den russisk-finske vinterkrig brød ud i 1939, meldte von Schalburg sig som frivillig til kamp mod Den Røde Hær. Da vinterkrigen sluttede, meldte han sig til Waffen-SS og gjorde tjeneste i 5. SS-Panzergrenader-Division Wiking. Da han i dansk militærtjeneste havde graden kaptajnløjtnant, blev han udnævnt til SS-Hauptsturmführer. I sin tid i Wiking fik han Jernkorset af både første og anden klasse.
Den 1. marts 1942 overtog han kommandoen over Frikorps Danmark som SS-Sturmbannführer (svarende til major). Han trænede korpset og var med, da korpset fik sin ilddåb i Demjanskkedlen.
Von Schalburg døde den 2. juni 1942, da han under et angreb trådte på en landmine og blev ramt af granatsplinter fra russisk artilleri. Han blev begravet på Frikorps Danmarks kirkegård i Biakowo.
Angrebet var katastrofalt planlagt og kostede cirka 20 mand livet. I erkendelse af sit ansvar kastede von Schalburg sig ind i kampen for at redde stumperne ved at sætte gang i angrebet, der var gået i stå på grund af et velforberedt forsvarsartilleri. Han faldt, da en artillerigranat eksploderede få meter fra ham.[kilde mangler]
Det fejlslagne angreb var angiveligt årsag til, at ingen af de implicerede danske SS-officerer opnåede forfremmelser af betydning i resten af krigen på trods af de meget store tab i korpset. Opfattelsen af de danske officerer var tilsyneladende ret entydig. Næstkommanderende K.B. Martinsen skulle have nedlagt protest mod angrebet. En række delingsførere påpegede svaghederne i planen, men da K.B. Martinsen ikke støttede dem, kunne von Schalburg fortsætte.[kilde mangler]
Det er angiveligt årsagen til, at K.B. Martinsen ikke blev udnævnt til von Schalburgs efterfølger.[kilde mangler]

## Posthumt
SS-Reichsführer Heinrich Himmler forfremmede ham posthumt den 3. juni (med virkning fra 1. juni 1942) til SS-Obersturmbannführer (svarende til oberstløjtnant).
En dansk medalje, Schalburgkorset, blev opkaldt efter ham. Medaljen blev aldrig tildelt danske soldater i tysk tjeneste; og der er tvivl om, den nogensinde blev uddelt.
Den 18. juni 1942 blev der afholdt en mindehøjtidelighed i Odd Fellow Palæet i København med deltagelse af prins Harald, prinsesse Helena, statsminister Buhl, udenrigsminister Scavenius og forsvarsminister Brorsen. Kong Christian 10. deltog ikke pga. sygdom. 
Schalburgkorpset, der blev opkaldt efter ham, var et tysk forsøg på at erstatte den danske hær efter dens opløsning den 29. august 1943. Et formål var at bekæmpe sabotagen. De tyske terroraktioner i form af bombeattentater mod civile mål blev kaldt schalburgtage.
Hans enke kaldte sig kammerjunkerinde Helle von Schalburg og medvirkede i 1942 til stiftelsen af C.F. von Schalburg's Mindefond.
På toårsdagen for hans død indviede chef for Schalburgkorpset, K. B. Martinsen, en mindehøj på Høveltegård til ære for danske faldne SS-mænd. Mindehøjen blev destrueret efter befrielsen.